# Yekaterina Anikéyeva
Yekaterina Anikéyeva, en ruso Екатерина Евгеньевна Аникеева (nacida el 22 de enero de 1969, Moscú, URSS) es una jugadora rusa de waterpolo, ganadora de la medalla de bronce en los juegos olímpicos de Sídney 2000.